# Músculs interossis palmars
Els músculs interossis palmars (musculi interossei palmares) 
són tres petits músculs de la mà situats entre els ossos metacarpians i connectats a l'índex (II), l'anular (IV) i el menovell (V). Són unipennats i més petits que els interossis dorsals de la mà.
Actuen com a adductors d'acció conjunta: flexió metacarpofalàngica amb extensió de les interfalàngiques i aproximació dels dits cap a la línia axial. Tots els músculs interossis de la mà estan innervats per una branca profunda del nervi cubital.

## Estructura
Cada múscul interossi palmar sorgeix de tota la longitud de l'os metacarpià d'un dit, i està inserit en el costat de la base de la falange proximal i expansió extensora del tendó de l'extensor dels dits del mateix dit.
Hi ha tres interossis palmars:
| Múscul | Origen                                  | Inserció                                              |
| ------ | --------------------------------------- | ----------------------------------------------------- |
| Primer | del costat cubital del segon metacarpià | al mateix costat de la falange proximal del dit índex |
| Segon  | del costat radial del quart metacarpià  | a la mateixa banda del dit anular                     |
| Tercer | del costat radial del cinquè metacarpià | al mateix costat del dit petit                        |

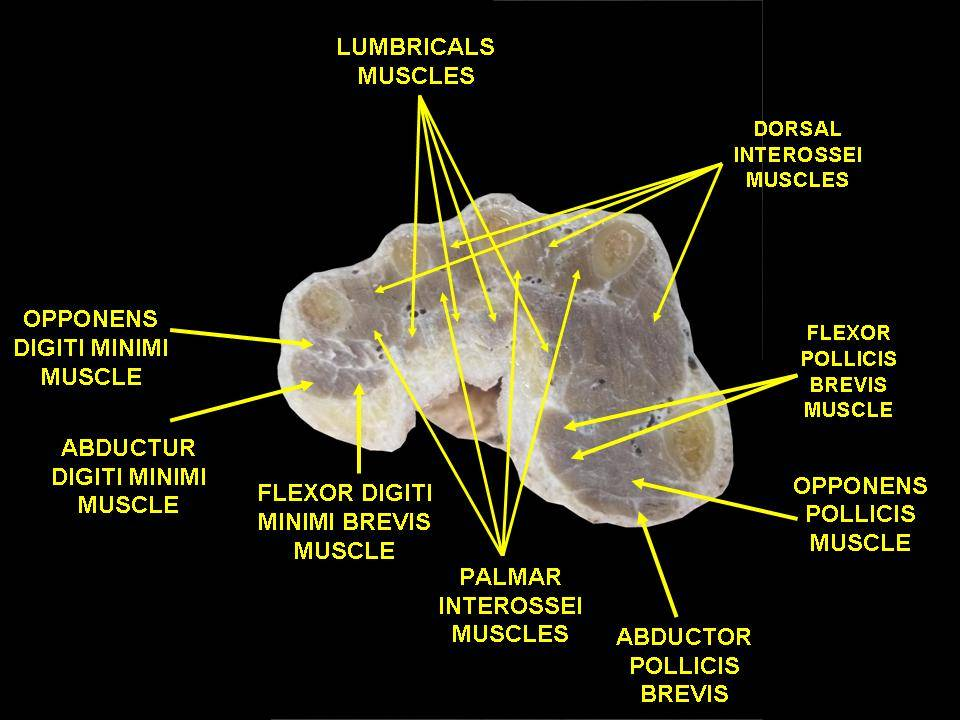
Secció transversal dels músculs de la mà.

Els músculs interossis palmars són unipennats. Cada dit té dos interossis, amb excepció del dit petit, en què l'abductor del menovell fa l'acció dels interossis dorsals.
Alguns textos consideren que el cap medial del flexor curt del menovell és un múscul interossi palmar. Aquest múscul es consideraria el primer múscul interossi palmar, i el nombre total d'interossis palmars seria de quatre.
S'insereixen a la base de la primera falange del dit, per la cara que no mira a l'eix de la mà (per la seva cara dorsal). Per tant, el primer dit no té cap interossi dorsal; el tercer dit té dos interossis dorsals; els altres (segon, quart i cinquè), en tenen un.

## Acció
Els músculs interossis palmars addueixen els dits cap al dit mig. Això contrasta amb els interossis dorsals, que abdueixen els dits del dit mig. A més, com els interossis dorsals, flexiona els dits a nivell de les articulacions metacarpofalàngica i estenen els dits en l'articulació interfalàngica, assistint així als lumbricals.

## Variabilitat
Aquest múscul, també anomenat múscul interossi palmar del polze, està present en més de 80% dels individus i ja va ser descrit per primera per Henle el 1858. La seva presència ha sigut verificada per diverses investigacions posteriors tot i que alguns especialistes no l'esmenten o el consideren com a part de l'adductor del polze o del flexor curt del polze.